# Szúliget
Szúliget románul: Sulighete, falu Romániában, Erdélyben, Hunyad megyében.

## Fekvése
Dévától északnyugatra, a hegyek között fekvő település.

## Népesség
| 2011 | 268 |
| 2021 | 263 |

## Története
Szúliget, Hosszúliget nevét 1330-ban említette először oklevél v. Hozywligeth ... ultra Morusium alakban. A falu a Hermán nemzetség birtokai közé tartozott.  A későbbiekben többféleképpen is említették nevét, így: 1330-ban v.  Hozywligeth, 1733-ban Suligeti, 1750-ben Szuligethy,  1760–1762 között és 1808-ban Szuliget, 1913-ban Szúliget formában írták.
1330-ban  a Hermán nembeliek osztozásakor fele Kajánfő felével együtt Geche fia János ispánnak, a Makraiak ősének jutott. Fennmaradó része Máté fia László és Péter fia András birtoka lett (Gy 3: 294).
1506-ban és 1510-ben Hunyadvár tartozékai közt szerepelt.
1518-ban  Hozzwlygeth a Hermán-nemzetség leszármazottainak a Szentgyörgyieknek, Felpestesieknek, Szentgyörgyi Makraiaknak, Kajáni Dánieleknek birtoka, előttük pedig az Illyei Dienesek bírták.
A trianoni békeszerződés előtt Hunyad vármegye Dévai járásához tartozott.
1910-ben 870 görögkeleti ortodox román lakosa volt.